# Kaijatsaari (ö i Södra Savolax, S:t Michel, lat 61,41, long 27,67)
Kaijatsaari är en ö i Finland. Den ligger i sjön Saimen och i kommunen Sankt Michel i den ekonomiska regionen  S:t Michel och landskapet Södra Savolax, i den södra delen av landet, 200 km nordost om huvudstaden Helsingfors. Öns area är 1,63 kvadratkilometer och dess största längd är 2,8 kilometer i sydöst-nordvästlig riktning.